# Xystrota rubromarginaria
Xystrota rubromarginaria är en fjärilsart som beskrevs av Alpheus Spring Packard 1871. Xystrota rubromarginaria ingår i släktet Xystrota och familjen mätare. Inga underarter finns listade i Catalogue of Life.